# Kanndorf
Kanndorf ist ein Gemeindeteil der Stadt Ebermannstadt im Landkreis Forchheim (Oberfranken, Bayern).

## Geografie

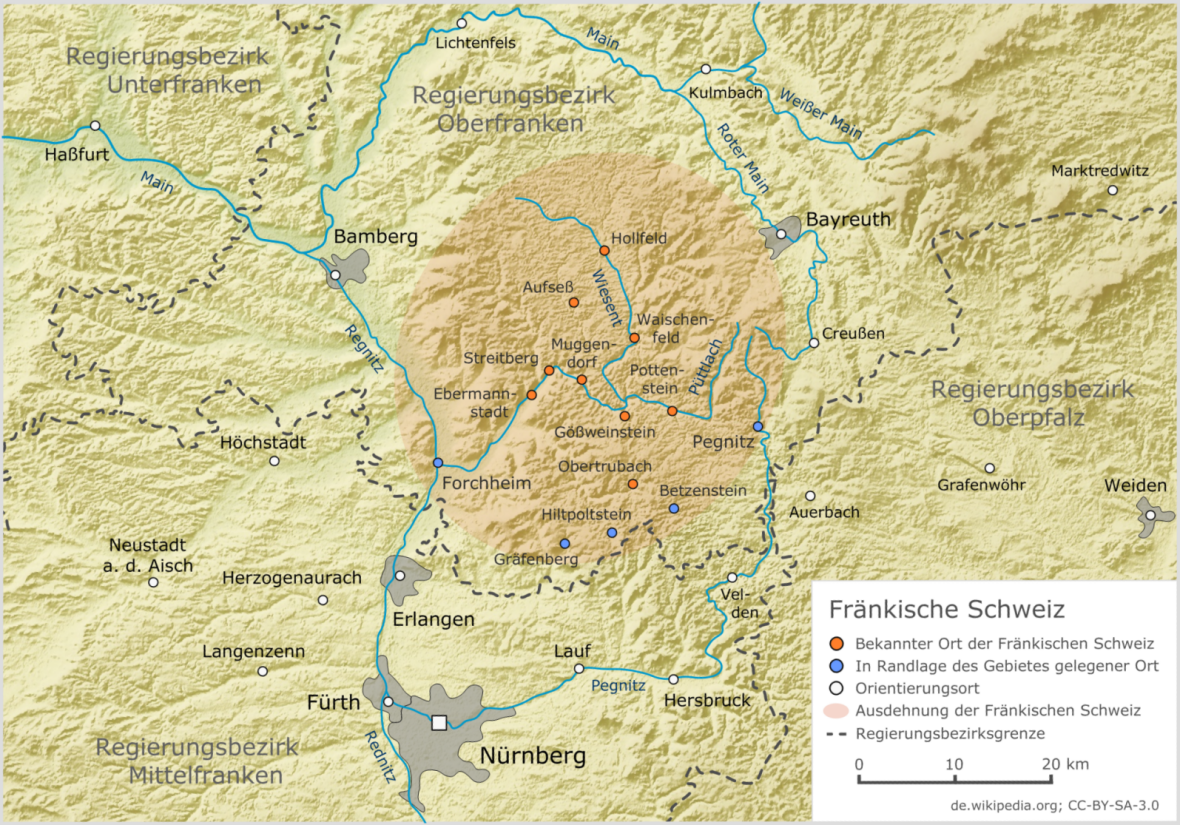
Territoriale Ausdehnung der Fränkischen Schweiz

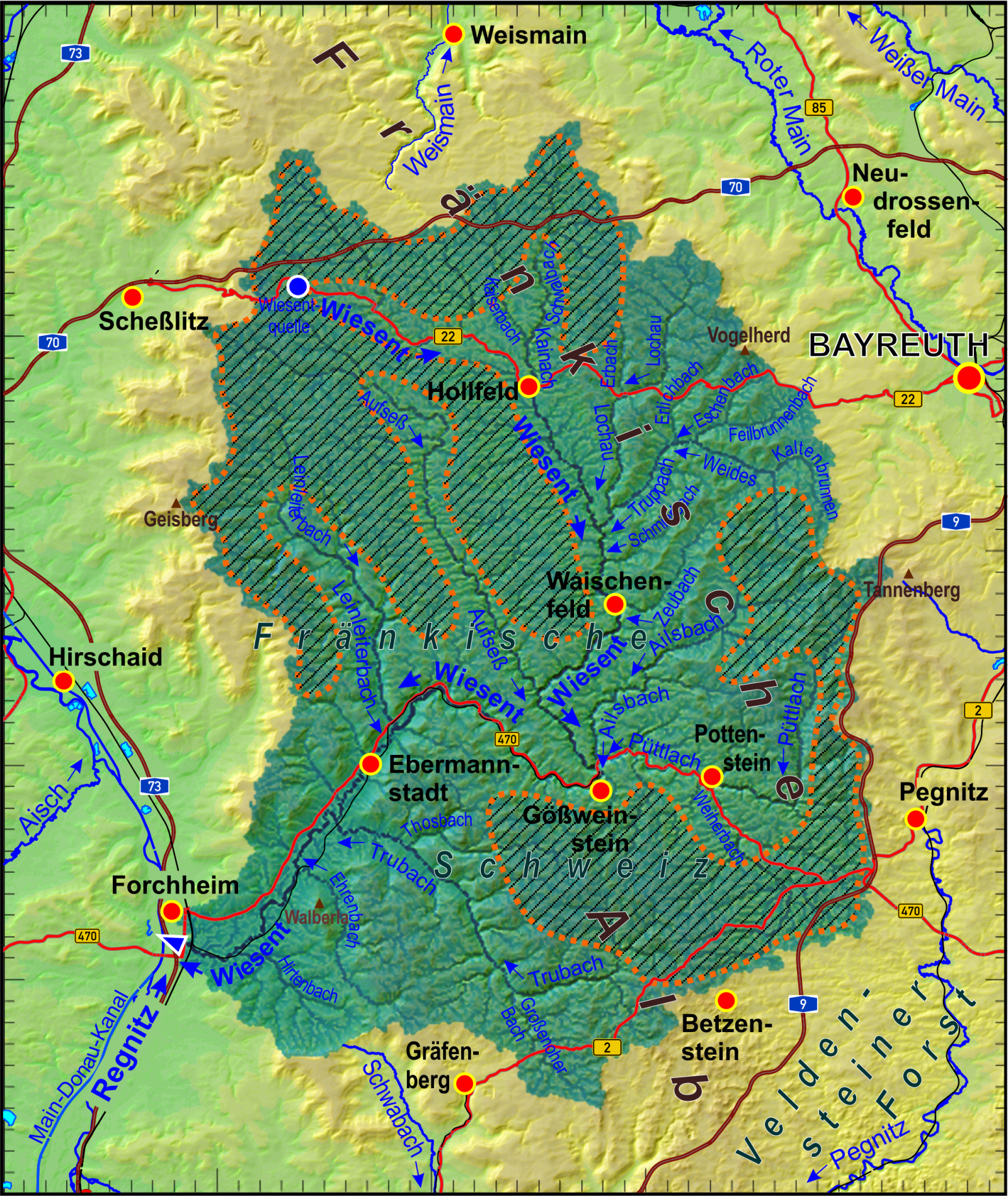
Einzugsgebiet der Wiesent

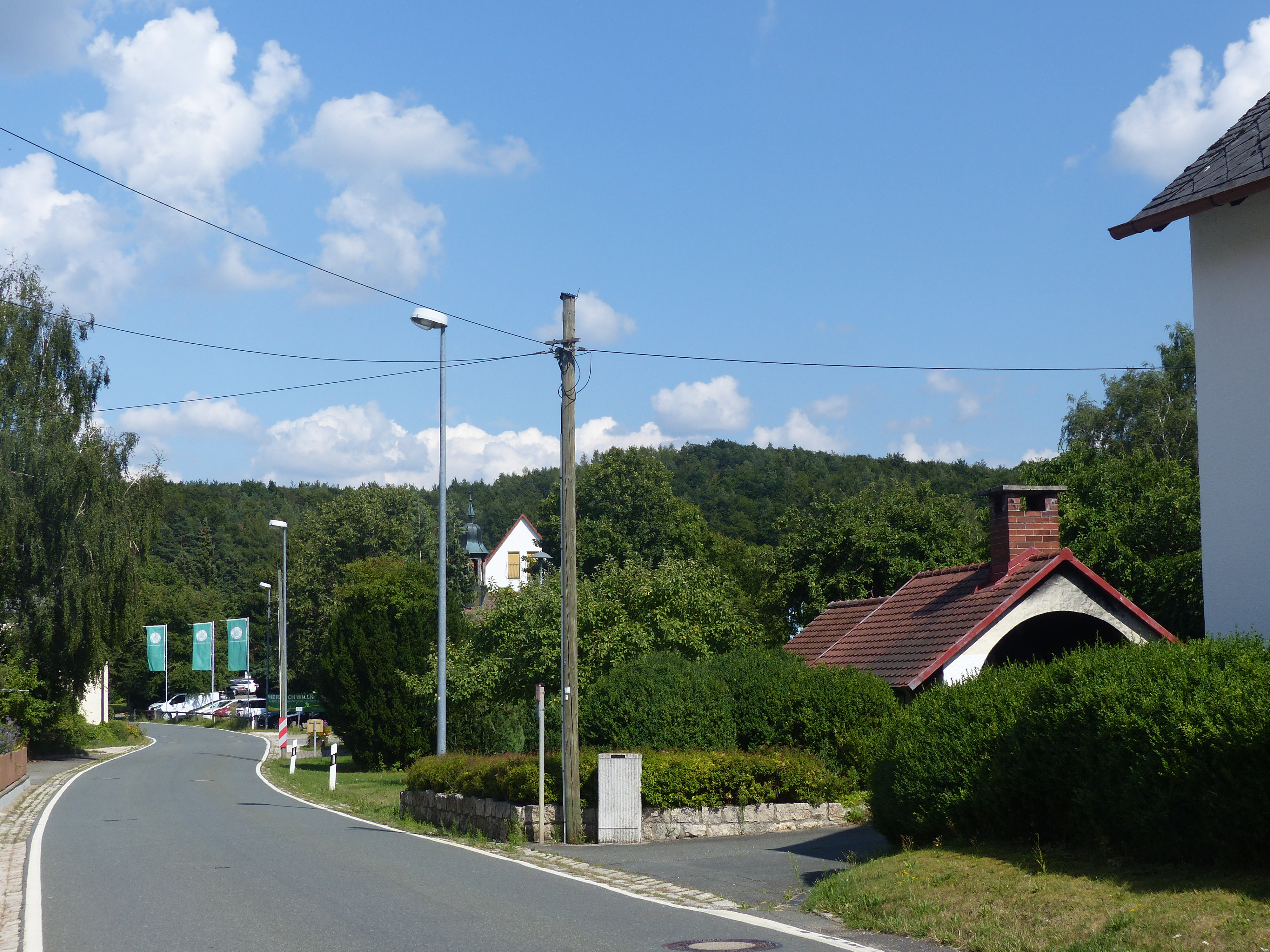
Ortsdurchfahrt von Westen

Das Dorf Kanndorf steht im Norden einer Hochebene, die im Nordwesten und Nordosten vom Wiesenttal sowie im Südwesten vom Trubachtal begrenzt wird. Das Dorf liegt im südwestlichen Teil der Fränkischen Schweiz, etwa zweieinhalb Kilometer südwestlich der Wiesent und viereinhalb Kilometer nordöstlich der Trubach. Die Nachbarorte sind Trainmeusel im Norden, Wohlmannsgesees im Nordosten, Windischgaillenreuth im Osten, Moggast im Südosten, Wolkenstein im Süden, Buckenreuth im Südwesten, Wohlmuthshüll im Westen und Birkenreuth im Nordwesten. Das Dorf ist vom viereinhalb Kilometer westlich gelegenen Ebermannstadt aus über die Staatsstraße St 2685 erreichbar. Nordwestlich des Ortes schließt sich die bewaldete Kanndorfer Höhe an, südlich und nordwestlich von Kanndorf befindet sich jeweils ein Golfplatz.

## Geschichte
Bis zur Gebietsreform in Bayern war Kanndorf ein Gemeindeteil der Gemeinde Wohlmannsgesees im Landkreis Ebermannstadt. Die mit dem bayerischen Gemeindeedikt von 1818 gebildete Gemeinde hatte 1970 insgesamt 113 Einwohner, davon 52 in Kanndorf. Die Gemeinde Wohlmannsgesees wurde zum Ende der Gebietsreform am 1. Mai 1978 aufgelöst und Kanndorf zu einem Gemeindeteil der Stadt Ebermannstadt, während Wohlmannsgesees in den Markt Wiesenttal eingegliedert wurde.